# Universitat Charles Sturt
La Universitat Charles Sturt (CSU) és una universitat pública australiana multicampus que es troba a Nova Gal·les del Sud, al territori de la capital australiana, a Victoria i a Queensland. Establert el 1989, va ser nomenat en honor del capità Charles Sturt, un explorador britànic que va realitzar expedicions a les regions de Nova Gal·les del Sud i Austràlia del Sud.
La Universitat compta amb múltiples campus principals a Albury-Wodonga, Bathurst, Dubbo, Orange, Port Macquarie i Wagga Wagga. La Universitat també disposa de campus especialitzats a Canberra, Goulburn, Manly i Parramatta. Els cursos també s'imparteixen conjuntament amb el Grup d'Estudis d'Austràlia als centres d'estudi CSU a Sydney, Melbourne, Brisbane i Wangaratta.
La universitat Charles Sturt ofereix diversos programes d'educació a distància a nivell de grau i postgrau, així com el programa d'estudi de matèries úniques. La CSU també ofereix diverses col·laboracions de lliurament de cursos amb diverses institucions TAFE a tot el país.